# Sobrassada
La sobrassada és un embotit cru fet amb carn i xulla (cansalada) de porc, que es trempa amb sal i pebre bord dolç i coent. S'embut a dins els budells del mateix porc.
Amb els budells prims es fan les llonganisses, i els gruixats reben el nom anatòmic (culana, bufeta, bisbe, poltrú).
És típic de les Illes Balears i Pitiüses. És tradicional la sobrassada de Mallorca, regulada com a Indicació Geogràfica Protegida. Dins la cuina mallorquina, se sol consumir fregida el mateix dia de les matances o poc després. La llonganissa se sol menjar torrada durant l'hivern, i les sobrassades s'utilitzen per escampar a damunt el pa o per menjar crua quan és curada. La sobrassada s'elabora i és típica també a Menorca, on acostuma a ser menys greixosa al portar més carn magra, i a les Pitiüses.
Al País Valencià es coneixen dues varietats: la sobrassada mallorquina -la feta a Mallorca- i la marina o marineta, típica de la comarca de La Marina, més suau, una mica més greixosa i amb un lleuger toc d'all en la seva elaboració. És probable que la tradició valenciana de fer sobrassades a la comarca de La Marina Alta provingui del fet que, arran de l'expulsió dels moriscs, algunes valls van ser repoblades amb mallorquins.
Tot i així, l'origen de la sobrassada sembla trobar-se a Sicília, on es practicava una tècnica anomenada "sopressa", que significa "picat", aplicat a la carn per embotir. De Sicília passà a Mallorca mitjançant el comerç marítim, i de Mallorca a València, on ja al segle xvi gaudia de tradició la seva elaboració. El mot sobrassada, així, podria provenir de la tècnica del picat o "sopressa", o més bé del resultat de la seva aplicació amb el mot itàlic "sopressata", i d'aquí soprassata i després sobrassada.
En un lloc fresc i sec poden durar un parell d'anys, però el més habitual és consumir la llonganissa durant el primer hivern, les sobrassades a la primavera/estiu, i les més grosses (bisbe) se solen consumir quan es fa la matança (es fan a l'hivern) de l'any següent.
També s'empra per a cuinar i en rebosteria.

## Composició

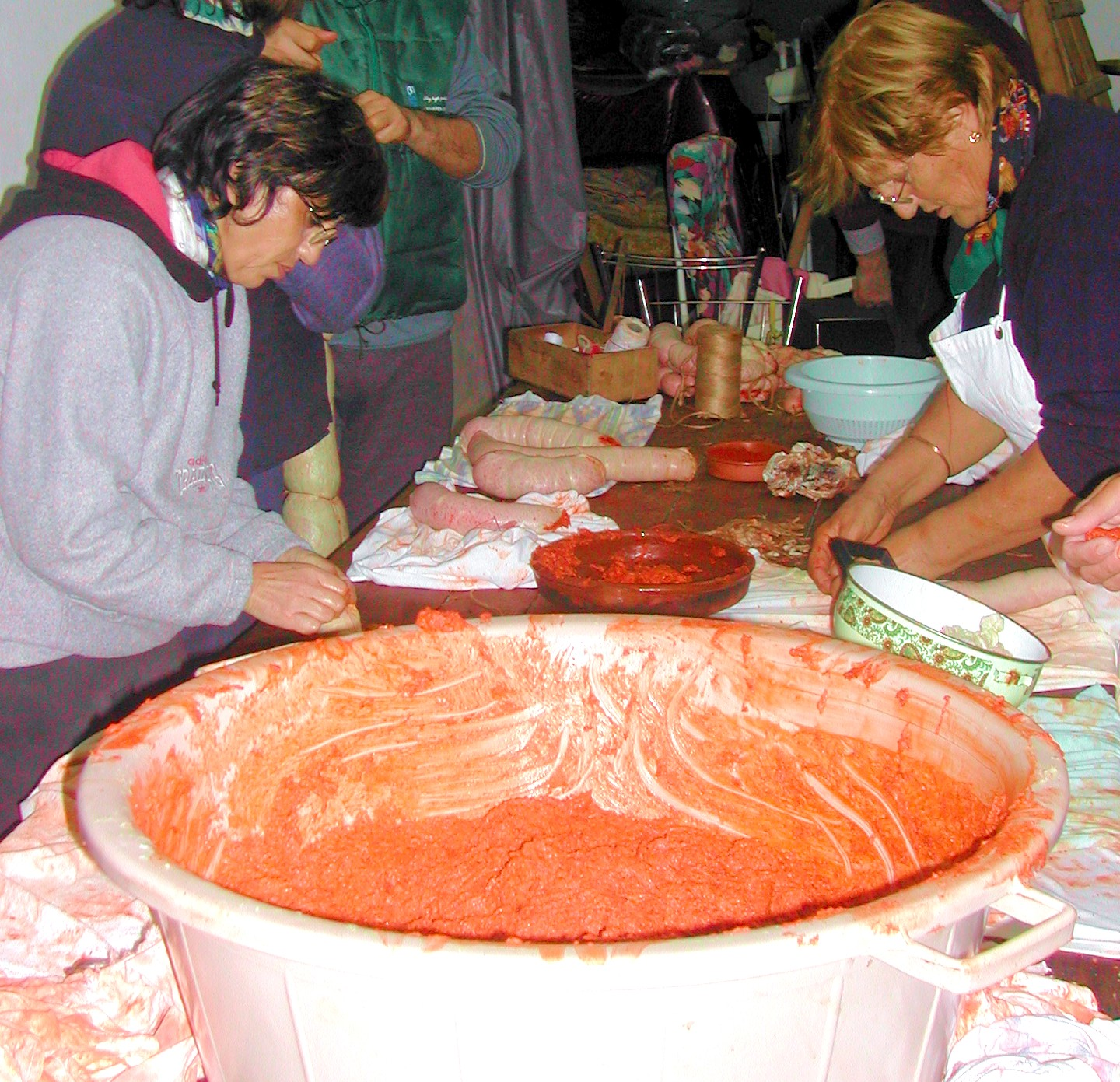
Preparació de la sobrassada durant les matances.

Cada família sol tenir la seva pròpia recepta i les seves peculiaritats pel que fa a l'elaboració, però en general, les proporcions adequades són: 
- Carn magra: fins al 60%
- Xulla: 30%-40%
- Sal: 18 a 28 grams per quilo de pasta
- Pebre bord dolç: 55 a 60 grams per quilo de pasta
- Pebre bord coent (a gust de cadascú)

Les proporcions de carn i xulla poden variar segons el gust de l'elaborador. Normalment, com més greixosa s'hi sol posar més pebre bord, i si és més seca manco. La composició desitjada depèn també de si la sobrassada es vol destinar a untar o de si es vol menjar fregida.
Modernament a alguns llocs s'ha adoptat l'hàbit de posar-hi pebrebò i antioxidants artificials.
A altres regions d'Espanya es fa un producte que es pot untar a base de sobrassada i llard o altres greixos variats que es presenta en terrina com una mena de mantega taronja que no s'ha de confondre amb la veritable sobrassada, que costa d'estendre al pa.

## Receptes típiques amb sobrassada
- Agulles de sobrassada.

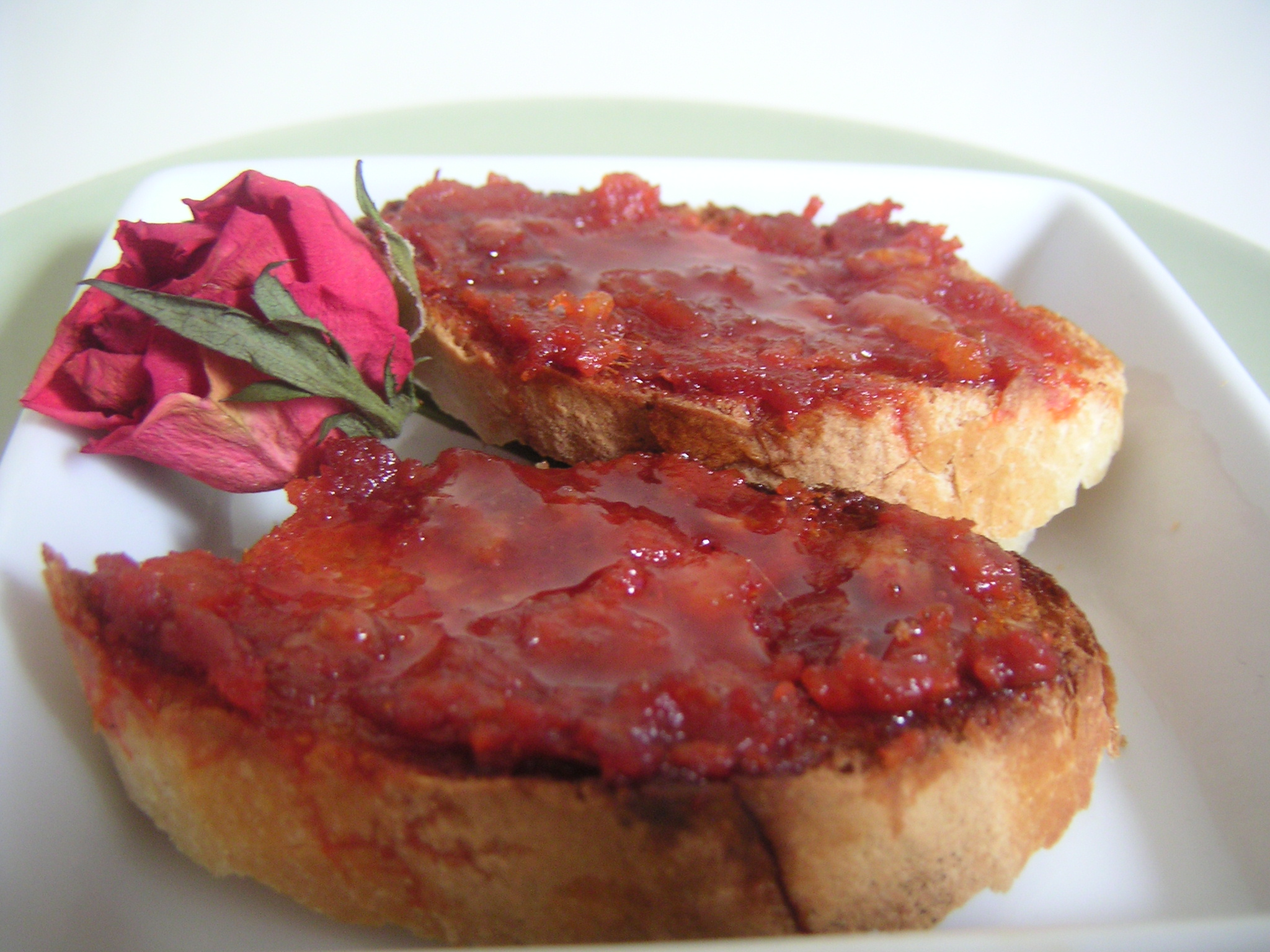
Pa amb sobrassada i mel

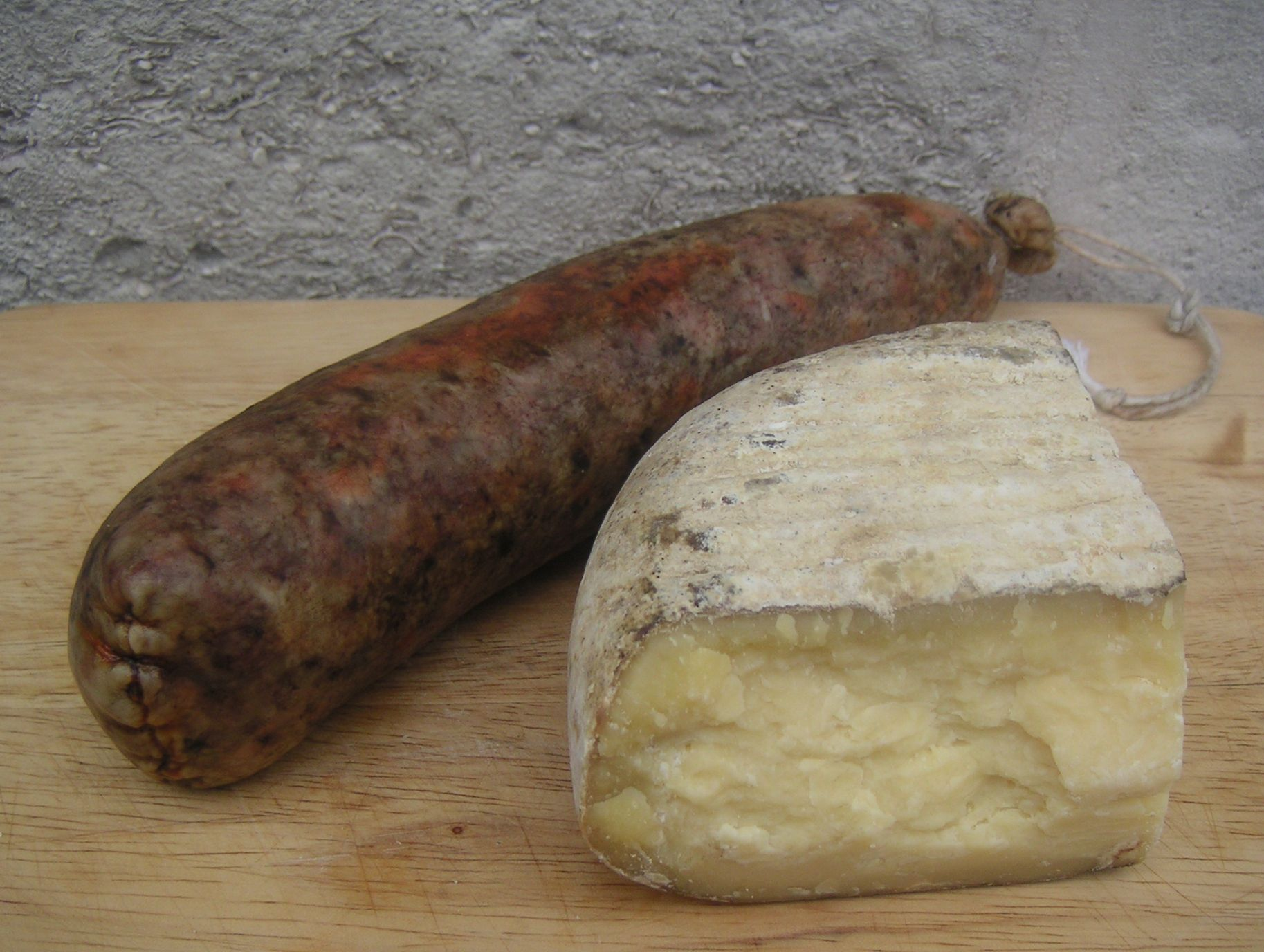
Sobrassada i formatge de Maó

- Albergínies farcides amb sobrassada.
- Coca de sobrassada i albercocs.
- Coca de sobrassada i mel.
- Ensaïmada amb sobrassada i mel.
- Formatjades.
- Ous fregits amb sobrassada.
- Biquini mallorquí o menorquí, biquini amb sobrassada i formatge de Maó.
- Ous mallorquins, o menorquins, al forn amb sobrassada i formatge de Maó.
- Sobrassada i mel.
- Sobrassada fregida amb mel i moscatell.

## Sobrassada de soldat
L'anomenada sobrassada de soldat en realitat no conté gens de sobrassada. El seu origen és molt humil i consisteix en una llesca de pa de pagès amanida amb oli d'oliva, sal i pebre bord; que en la seva versió enriquida podia tenir també alguna herbes aromàtiques del camp i estar acompanyada d'un grapat de tàperes i olives.